# Glasperlenspiel (Band)/Diskografie
Diese Diskografie ist eine Übersicht über die musikalischen Werke des deutschen Elektropop-Duos Glasperlenspiel. Den Schallplattenauszeichnungen zufolge hat es bisher mehr als 1,8 Millionen Tonträger verkauft. Seine erfolgreichste Veröffentlichung ist die Single Geiles Leben mit über 1.030.000 verkauften Einheiten. Alleine in Deutschland avancierte diese zum Millionenseller, womit sie zu den meistverkauften Singles des Landes zählt.

## Alben

### Studioalben
| Jahr | Titel Musiklabel                                                       | Höchstplatzierung, Gesamtwochen, AuszeichnungChartplatzierungen (Jahr, Titel, Musiklabel, Platzierungen, Wochen, Auszeichnungen, Anmerkungen) | Höchstplatzierung, Gesamtwochen, AuszeichnungChartplatzierungen (Jahr, Titel, Musiklabel, Platzierungen, Wochen, Auszeichnungen, Anmerkungen) | Höchstplatzierung, Gesamtwochen, AuszeichnungChartplatzierungen (Jahr, Titel, Musiklabel, Platzierungen, Wochen, Auszeichnungen, Anmerkungen) | Anmerkungen                                                  |
| Jahr | Titel Musiklabel                                                       | DE | AT | CH | Anmerkungen                                                  |
| ---- | ---------------------------------------------------------------------- | --- | --- | --- | ------------------------------------------------------------ |
| 2011 | Beweg dich mit mir Polydor (UMG)                                       | DE15 Gold · (26 Wo.)DE | — | — | Erstveröffentlichung: 30. September 2011 Verkäufe: + 100.000 |
| 2013 | Grenzenlos auch bekannt als: Grenzenlos in diesem Moment Polydor (UMG) | DE8 Gold · (23 Wo.)DE | — | CH61 (1 Wo.)CH | Erstveröffentlichung: 10. Mai 2013 Verkäufe: + 100.000       |
| 2015 | Tag X Polydor (UMG)                                                    | DE14 Gold · (37 Wo.)DE | AT54 Gold · (5 Wo.)AT | CH49 (13 Wo.)CH | Erstveröffentlichung: 29. Mai 2015 Verkäufe: + 107.500       |
| 2018 | Licht & Schatten Polydor (UMG)                                         | DE5 (10 Wo.)DE | AT23 (2 Wo.)AT | CH40 (1 Wo.)CH | Erstveröffentlichung: 20. April 2018                         |

## Singles

### Als Leadmusiker
| Jahr | Titel Album                                    | Höchstplatzierung, Gesamtwochen, AuszeichnungChartplatzierungen (Jahr, Titel, Album, Platzierungen, Wochen, Auszeichnungen, Anmerkungen) | Höchstplatzierung, Gesamtwochen, AuszeichnungChartplatzierungen (Jahr, Titel, Album, Platzierungen, Wochen, Auszeichnungen, Anmerkungen) | Höchstplatzierung, Gesamtwochen, AuszeichnungChartplatzierungen (Jahr, Titel, Album, Platzierungen, Wochen, Auszeichnungen, Anmerkungen) | Anmerkungen                                                            |
| Jahr | Titel Album                                    | DE | AT | CH | Anmerkungen                                                            |
| ---- | ---------------------------------------------- | --- | --- | --- | ---------------------------------------------------------------------- |
| 2011 | Echt Beweg dich mit mir                        | DE9 Gold · (34 Wo.)DE | AT54 (5 Wo.)AT | — | Erstveröffentlichung: 2. September 2011 Verkäufe: + 150.000            |
| 2012 | Ich bin ich Beweg dich mit mir                 | DE32 (9 Wo.)DE | — | — | Erstveröffentlichung: 16. März 2012                                    |
| 2012 | Freundschaft Beweg dich mit mir                | DE17 (12 Wo.)DE | AT47 (5 Wo.)AT | CH66 (1 Wo.)CH | Erstveröffentlichung: 24. August 2012                                  |
| 2013 | Nie vergessen Grenzenlos                       | DE9 Gold · (24 Wo.)DE | AT43 (3 Wo.)AT | — | Erstveröffentlichung: 26. April 2013 Verkäufe: + 150.000               |
| 2013 | Grenzenlos                                     | DE90 (1 Wo.)DE | — | — | Erstveröffentlichung: 6. September 2013                                |
| 2014 | Moment Grenzenlos in diesem Moment             | DE63 (2 Wo.)DE | — | — | Erstveröffentlichung: 13. Juni 2014                                    |
| 2015 | Paris Tag X                                    | — | — | — | Erstveröffentlichung: 8. Mai 2015                                      |
| 2015 | Geiles Leben Tag X                             | DE2 Diamant · (56 Wo.)DE | AT2 Gold · (38 Wo.)AT | CH1 Gold · (37 Wo.)CH | Erstveröffentlichung: 28. August 2015 Verkäufe: + 1.030.000            |
| 2016 | Für immer Tag X (Geiles-Leben-Edition)         | — | — | — | Erstveröffentlichung: 30. September 2016                               |
| 2018 | Royals & Kings Licht & Schatten                | DE70 (5 Wo.)DE | — | — | Erstveröffentlichung: 2. März 2018 feat. Summer Cem                    |
| 2018 | Schloss (Dasmo & Mania Remix) Licht & Schatten | — | — | — | Erstveröffentlichung: 20. Juli 2018 feat. Ali As                       |
| 2018 | Du bist Licht & Schatten                       | — | — | — | Erstveröffentlichung: 28. Dezember 2018 feat. Gordi Singers            |
| 2019 | Das Krasseste –                                | — | — | — | Erstveröffentlichung: 11. Oktober 2019                                 |
| 2020 | Immer da –                                     | — | — | — | Erstveröffentlichung: 24. April 2020                                   |
| 2021 | Sonne –                                        | — | — | — | Erstveröffentlichung: 15. Januar 2021 feat. Moe Phoenix                |
| 2021 | Deine Mama –                                   | — | — | — | Erstveröffentlichung: 3. Dezember 2021 feat. Harris & Ford             |
| 2022 | SOS –                                          | — | — | — | Erstveröffentlichung: 15. April 2022                                   |
| 2022 | Sunglasses –                                   | — | — | — | Erstveröffentlichung: 26. August 2022                                  |
| 2023 | Emma –                                         | — | — | — | Erstveröffentlichung: 28. April 2023 feat. Ėmma                        |
| 2023 | Echt (Techno Mix) –                            | DE99 (1 Wo.)DE | — | — | Erstveröffentlichung: 1. Dezember 2023 mit Nikster, Noisetime & Stevio |

### Als Gastmusiker

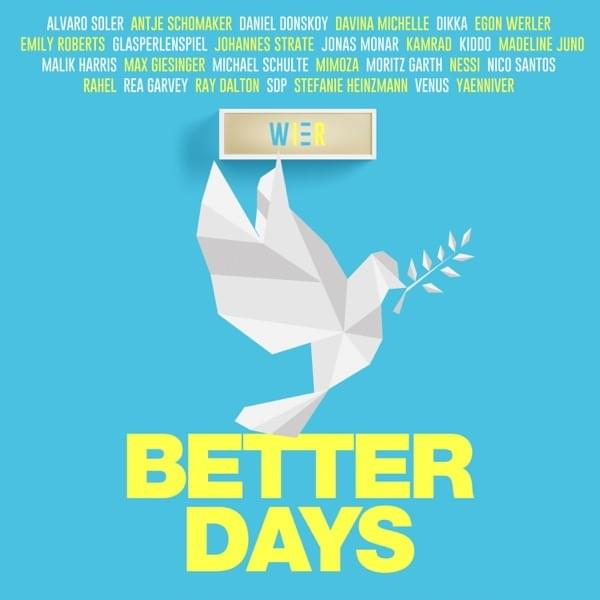
Frontcover zu Better Days.

| Jahr | Titel Album                                              | Höchstplatzierung, Gesamtwochen, AuszeichnungChartplatzierungen (Jahr, Titel, Album, Platzierungen, Wochen, Auszeichnungen, Anmerkungen) | Höchstplatzierung, Gesamtwochen, AuszeichnungChartplatzierungen (Jahr, Titel, Album, Platzierungen, Wochen, Auszeichnungen, Anmerkungen) | Höchstplatzierung, Gesamtwochen, AuszeichnungChartplatzierungen (Jahr, Titel, Album, Platzierungen, Wochen, Auszeichnungen, Anmerkungen) | Anmerkungen                                                                              |
| Jahr | Titel Album                                              | DE | AT | CH | Anmerkungen                                                                              |
| ---- | -------------------------------------------------------- | --- | --- | --- | ---------------------------------------------------------------------------------------- |
| 2017 | Lichterkettenstadt Winterwunderland                      | — | — | — | Erstveröffentlichung: 24. November 2017 Meine große Freundin Nadja feat. Glasperlenspiel |
| 2020 | I Dare You (Trau dich) I Dare You (Multi-Language Duets) | — | — | — | Erstveröffentlichung: 11. April 2020 Kelly Clarkson feat. Glasperlenspiel                |
| 2020 | Best of Us –                                             | DE78 Gold · (8 Wo.)DE | — | — | Erstveröffentlichung: 25. Juni 2020 Verkäufe: + 200.000; als Teil von Wier               |
| 2020 | Wenn das Liebe ist –                                     | — | — | — | Erstveröffentlichung: 13. August 2020 Ninja POW! × Glasperlenspiel; Original: Glashaus   |
| 2021 | Legoschloß –                                             | — | — | — | Erstveröffentlichung: 9. Juli 2021 Gestört aber geil feat. Glasperlenspiel               |
| 2021 | Immer noch Jetzt erst recht! Feuer frei!                 | — | — | — | Erstveröffentlichung: 4. November 2021 Ben Zucker feat. Glasperlenspiel                  |
| 2022 | Better Days –                                            | — | — | — | Erstveröffentlichung: 22. April 2022 als Teil von Wier                                   |
| 2023 | So egal –                                                | — | — | — | Erstveröffentlichung: 20. Oktober 2023 Stevio feat. Glasperlenspiel & Bastian Stein      |

## Musikvideos
| Jahr | Titel              | Regisseur(e)      |
| ---- | ------------------ | ----------------- |
| 2011 | Echt               | Marcus Sternberg  |
| 2012 | Ich bin ich        | Marcus Sternberg  |
| 2012 | Freundschaft       | Jörg Kundinger    |
| 2012 | Tanzen im Regen    | Jörg Kundinger    |
| 2013 | Mama               | Andreas Z. Simon  |
| 2013 | Nie vergessen      | Michael Lawrence  |
| 2013 | Grenzenlos         | Tolga Peters      |
| 2014 | Moment             | Sören Schaller    |
| 2015 | Paris              | Jørg M. Kundinger |
| 2015 | Geiles Leben       | Jörg Kundinger    |
| 2016 | Für immer          | Jörg Kundinger    |
| 2017 | Lichterkettenstadt | Daniel Breuer     |
| 2018 | Royals & Kings     | Gregor Erler      |
| 2018 | Schloss            | Jørg Kundinger    |
| 2019 | Du bist            | Nando Dietz       |
| 2019 | Das Krasseste      |                   |
| 2020 | Immer da           |                   |
| 2020 | Wenn das Liebe ist | Tamino Zuch       |
| 2020 | Best of Us         |                   |
| 2021 | Sonne              | Mike Mason        |
| 2022 | SOS                |                   |
| 2022 | Sunglasses         |                   |
| 2023 | Emma               |                   |
| 2023 | So egal            | Project Hill      |
| 2023 | Echt (Techno Mix)  | Tuzuzfilms        |

## Sonderveröffentlichungen

### Alben
| Jahr | Titel Musiklabel                    | Anmerkungen                                                        |
| ---- | ----------------------------------- | ------------------------------------------------------------------ |
| 2015 | SWR3 New Pop Festival Polydor (UMG) | Erstveröffentlichung: 29. Mai 2015 Teil von Tag X (Deluxe-Version) |

| Jahr | Titel Musiklabel                         | Anmerkungen                                                                     |
| ---- | ---------------------------------------- | ------------------------------------------------------------------------------- |
| 2018 | Licht & Schatten – Remixed Polydor (UMG) | Erstveröffentlichung: 20. April 2018 Teil von Licht & Schatten (Deluxe-Version) |

### Lieder
| Jahr | Titel Album                                              | Anmerkungen                                                                              |
| ---- | -------------------------------------------------------- | ---------------------------------------------------------------------------------------- |
| 2011 | Mach dir keine Sorgen Liebe, Sex und Twilight Zone       | Erstveröffentlichung: 6. Februar 2011 Kaas feat. Glasperlenspiel                         |
| 2014 | Hundert Stunden Bauch und Kopf                           | Erstveröffentlichung: 16. Mai 2014 Mark Forster feat. Glasperlenspiel                    |
| 2017 | Lichterkettenstadt Winterwunderland                      | Erstveröffentlichung: 17. November 2017 Meine große Freundin Nadja feat. Glasperlenspiel |
| 2018 | Zuviel für mich Love & HipHop                            | Erstveröffentlichung: 12. Oktober 2018 Kitty Kat feat. Glasperlenspiel                   |
| 2020 | I Dare You (Trau dich) I Dare You (Multi-Language Duets) | Erstveröffentlichung: 16. April 2020 Kelly Clarkson feat. Glasperlenspiel                |
| 2021 | Immer noch Jetzt erst recht! Feuer frei!                 | Erstveröffentlichung: 5. November 2021 Ben Zucker feat. Glasperlenspiel                  |

| Jahr | Titel Album                                                | Anmerkungen                                                                     |
| ---- | ---------------------------------------------------------- | ------------------------------------------------------------------------------- |
| 2012 | Traumtänzer Heute hier, morgen dort: Salut an Hannes Wader | Erstveröffentlichung: 25. Mai 2012 Original: Hannes Wader                       |
| 2012 | Weißt du, wie viel Sternlein stehen Giraffenaffen          | Erstveröffentlichung: 9. November 2012 Original: Wilhelm Hey                    |
| 2013 | Mama Dein Song 2013                                        | Erstveröffentlichung: 22. März 2013 mit Lisa Hönig                              |
| 2014 | Reflection I Love Disney                                   | Erstveröffentlichung: 28. November 2014 Original: Lea Salonga                   |
| 2015 | Das muss wohl der Winter sein Giraffenaffen 4 – Winterzeit | Erstveröffentlichung: 6. November 2015                                          |
| 2015 | Stille Nacht Giraffenaffen 4 – Winterzeit                  | Erstveröffentlichung: 6. November 2015 Original: Traditional                    |
| 2016 | Wer hat an der Uhr gedreht? Giraffenaffen 5                | Erstveröffentlichung: 28. Oktober 2016 Original: Chor & Orchester Eric Frantzen |
| 2017 | Mr. Brightside One Night Song – Blind Date im Wirtz-Haus   | Erstveröffentlichung: 21. April 2017 Original: The Killers                      |

| Jahr | Titel Soundtrack zu                                | Anmerkungen                                                                                  |
| ---- | -------------------------------------------------- | -------------------------------------------------------------------------------------------- |
| 2014 | Ich seh in dein Herz Gute Zeiten, schlechte Zeiten | Erstveröffentlichung: 1. Juli 2014 Original: Bo Andersen; Neuauflage des Titelsongs von GZSZ |
| 2015 | Exclusive Capital C                                | Erstveröffentlichung: Mai 2015                                                               |

### Videoalben
| Jahr | Titel Musiklabel                 | Anmerkungen                                                                 |
| ---- | -------------------------------- | --------------------------------------------------------------------------- |
| 2013 | zdf@bauhaus Polydor (UMG)        | Erstveröffentlichung: 10. Mai 2013 Teil von Grenzenlos (Deluxe-Edition)     |
| 2016 | Tag X Festivaltour Polydor (UMG) | Erstveröffentlichung: 7. Oktober 2016 Teil von Tag X (Geiles-Leben-Edition) |

## Promoveröffentlichungen
| Jahr | Titel Album                           | Anmerkungen                                                                            |
| ---- | ------------------------------------- | -------------------------------------------------------------------------------------- |
| 2012 | Tanzen im Regen Freundschaft (Single) | Erstveröffentlichung: 24. August 2012 auch als B-Seite von Freundschaft veröffentlicht |
| 2018 | Schatten & Licht Licht & Schatten     | Erstveröffentlichung: 23. März 2018                                                    |

## Statistik

### Chartauswertung
|                     | DE    | AT    | CH    |
| ------------------- | ----- | ----- | ----- |
| Nummer-eins-Alben   | DE—DE | AT—AT | CH—CH |
| Top-10-Alben        | DE2DE | AT—AT | CH—CH |
| Alben in den Charts | DE4DE | AT2AT | CH3CH |

|                       | DE     | AT    | CH    |
| --------------------- | ------ | ----- | ----- |
| Nummer-eins-Singles   | DE—DE  | AT—AT | CH1CH |
| Top-10-Singles        | DE3DE  | AT1AT | CH1CH |
| Singles in den Charts | DE10DE | AT4AT | CH2CH |

### Auszeichnungen für Musikverkäufe
Anmerkung: Auszeichnungen in Ländern aus den Charttabellen bzw. Chartboxen sind in ebendiesen zu finden.
| Land/RegionAuszeichnungen für Musikverkäufe (Land/Region, Auszeichnungen, Verkäufe, Quellen) | Gold     | Platin | Diamant  | Verkäufe  | Quellen           |
| -------------------------------------------------------------------------------------------- | -------- | ------ | -------- | --------- | ----------------- |
| Deutschland (BVMI)                                                                           | 6× Gold6 | —      | Diamant1 | 1.800.000 | musikindustrie.de |
| Österreich (IFPI)                                                                            | 2× Gold2 | —      | —        | 22.500    | ifpi.at           |
| Schweiz (IFPI)                                                                               | Gold1    | —      | —        | 15.000    | hitparade.ch      |
| Insgesamt                                                                                    | 9× Gold9 | —      | Diamant1 |           |                   |